# Kawachi Yuta
Yuta Kawachi (sinh ngày 8 tháng 11 năm 1985) là một cầu thủ bóng đá người Nhật Bản.

## Sự nghiệp câu lạc bộ
Yuta Kawachi đã từng chơi cho Giravanz Kitakyushu.